# Эхопроцессор
Эхопроцессор (англ. EchoMail processor — «обработчик эхопочты») или тоссер (англ. tosser, от глагола to toss) — компьютерная программа для обработки эхопочты в Фидонете. Тоссеры обычно могут обрабатывать и нетмейл, но эта функция часто отдаётся трекеру.

## Функции
- Тоссинг (англ. tossing) — распаковка полученных мейлером пакетов, и размещение сообщений из них в базе сообщений (например, в формате JAM[англ.]). Сообщения, предназначенные для других систем, могут не записываться в базу, а сразу упаковываться для них — см. ниже. Сообщения, которые уже обрабатывались тоссером (их MSGID сохраняются в специальной базе), могут удаляться либо помещаться в специальную область сообщений.
- Сканирование и упаковка (англ. scanning and packing) — поиск в базе новых сообщений, подлежащих отправке, и создание пакетов для пересылки мейлером. Большинство эхопроцессоров в списке кодов продуктов FTSC называются «Packer» («упаковщик»).[1]
- Очистка или упаковка базы (англ. purging, packing) — поиск и удаление сообщений, помеченных как удалённые, и старых сообщений. Часто выносится в отдельную программу.

## Известные тоссеры
| Название                | Автор                                    | Платформы                                  | Лицензия                                        |
| ----------------------- | ---------------------------------------- | ------------------------------------------ | ----------------------------------------------- |
| CrashMail               | Johan Billing                            | Amiga                                      |                                                 |
| CrashMail II            | Johan Billing                            | Linux, GNU/Hurd, GNU/kFreeBSD, Win32, OS/2 | свободная бесплатная, исп. GNU LGPL             |
| FastEcho                | Tobias Burchhardt                        | DOS, DPMI, OS/2                            | Проприетарное программное обеспечение shareware |
| FMail                   | Folkert J. Wijnstra и Wilfred van Velzen | DOS, DPMI, Win32, OS/2                     | По 1.60 — shareware, с 1.60.GPL — GNU GPL 3+.   |
| HPT из комплекта Husky. |                                          | Linux и многие другие                      | в основном — GNU GPL                            |
| ParToss                 |                                          |                                            |                                                 |
| Squish из Maximus       | Lanius Corporation                       | MS-DOS, OS/2, Windows NT, Linux            | GNU GPL (с 2002)                                |